# Kiboga
Le district de Kiboga est un district d'Ouganda. Sa capitale est Kiboga.

## Histoire
Le district a été formé en 1991. En 2010 il a été coupé en deux, la partie nord-ouest devenant le district de Kyankwanzi.